# Leger van de Verenigde Arabische Emiraten

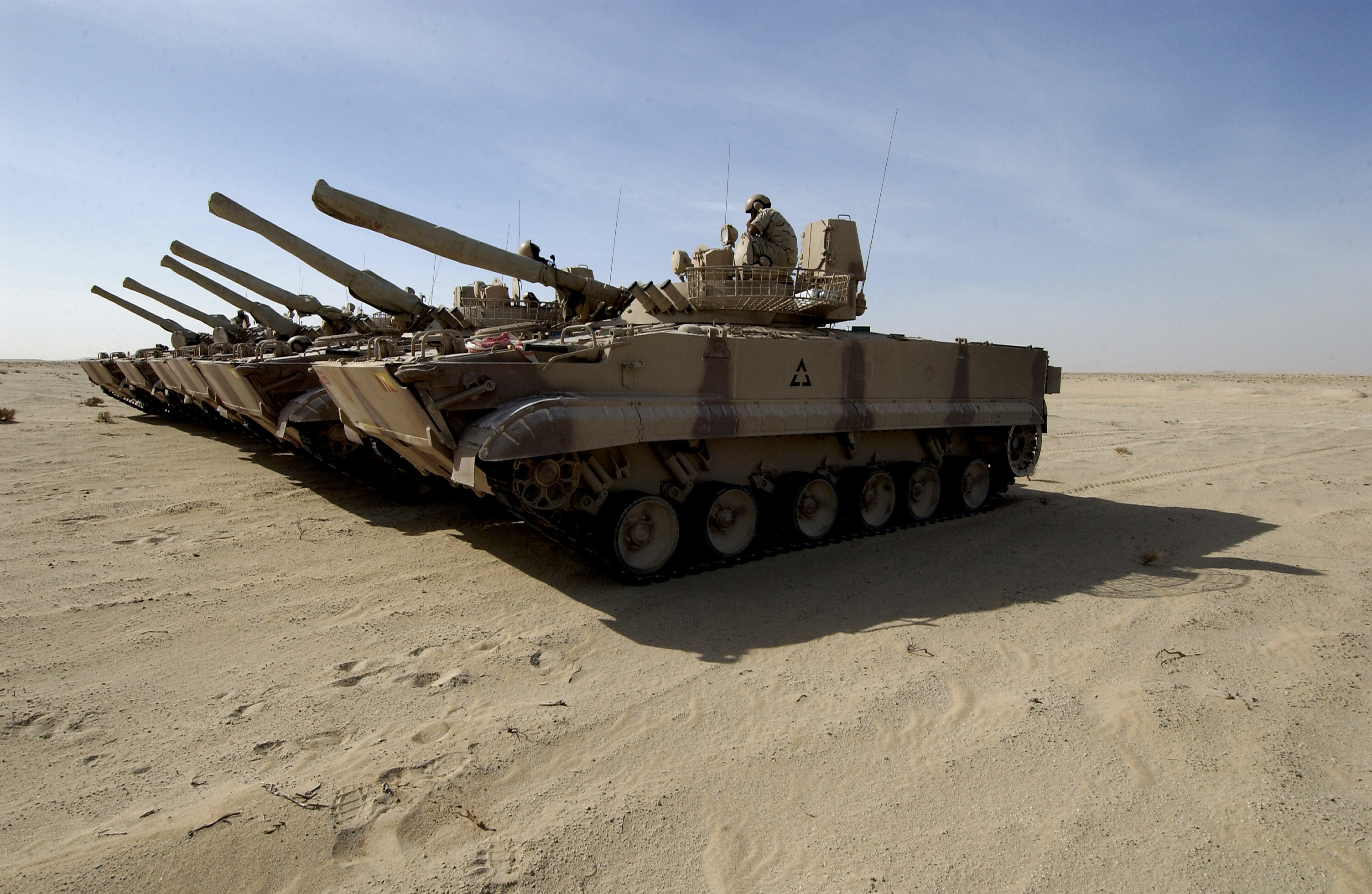
Tanks van het leger van de Verenigde Arabische Emiraten

Het Leger van de Verenigde Arabische Emiraten is het leger van de Verenigde Arabische Emiraten en is opgericht in 1971, na de onafhankelijkheid.

## Geschiedenis
De Verenigde Arabische Emiraten werd eerst beschermd door de Trucial Oman Scouts, die van het Verenigd Koninkrijk was. Nadat de Verenigde Arabische Emiraten onafhankelijk werd, begon het zijn eigen leger in 1971.
Het leger had 2500 soldaten en kocht veel dure wapens van derdewereldlanden. De soldaten waren vooral mensen uit andere staten uit het Midden-Oosten en Pakistanen. Alleen de meeste officieren kwamen wel uit de Verenigde Arabische Emiraten. Bijna alle officieren hebben in het buitenland gestudeerd bij de Koninklijke Militaire Academie Sandhurst in Sandhurst, bij de West Point Academie in West Point, bij de Royal Militaire Academie in Duntroon en bij de École Spéciale Militaire de Saint-Cyr in Guer. Frankrijk heeft ook in 2009 de Abu Dhabi Luchtmachtbasis geopend.
Het leger van de Verenigde Arabische Emiraten heeft meegeholpen in meerdere oorlogen. Het leger was ook aanwezig bij de Golfoorlog van 1990-1991, waar enkele duizenden soldaten aan meededen. Het leger helpt nu bij de Oorlog in Afghanistan.

## Materiaal
- Leclerc (388 stuks)
- AMX-30 (45 stuks)
- OF-40 (36 stuks)
- FV101 Scorpion (76)
- AMX-10P(18 stuks)
- AMX-PRI (11 stuks)
- BMP-3 (598 stuks, waarvan 135 BMP-3M)
- EE-11 Urutu (120 stuks)
- Panhard AML (50 stuks)
- Panhard M3 (370 stuks)
- Ferred Scout Car (30 stuks)
- Alvis Saracen (30 stuks)
- Alvis Saladin (90 stuks)
- BTR-3 (90 stuks)
- Oshkosh M-ATV (750 in bestelling)
- G6 howitzer (72 stuks)
- M109-houwitser (87 stuks)
- AMX 13 (18 stuks)
- BM-21 Grad (48 stuks)
- BM-30 Smerch (6 stuks)
- L118 light gun (55 stuks)
- Norinco Type 59-1 FG
- Jobaria Defense Systems Multiple Cradle Launcher
- Bofors 40 mm
- Rapier raketsysteem
- Panhard M3 20mm Cannon (42 stuks)
- Terminal High Altitude Area Defense (in bestelling)